# Sergentomyia madagascariensis
Sergentomyia madagascariensis är en tvåvingeart som först beskrevs av Emile Abonnenc 1970.  Sergentomyia madagascariensis ingår i släktet Sergentomyia och familjen fjärilsmyggor. Inga underarter finns listade i Catalogue of Life.